# Pirata (album)
Pirata è il secondo album live della rockband italiana Litfiba, pubblicato nel novembre del 1989. Si tratta del primo lavoro della band prodotto sotto una major, la CGD (gruppo Warner).
L'album riesce a vendere la cifra di 150 000 copie per tutto il 1990, raggiungendo traguardi commerciali fino ad allora inimmaginabili per il gruppo.

## Descrizione
Il live segna il passaggio vero e proprio del gruppo dalla new wave al rock. Contiene brani già noti come Tex e Louisiana, tratte da Litfiba 3; Pioggia di luce e Lulù e Marlene, tratte da Desaparecido e Gira nel mio cerchio e Dio, da 17 re. Quest'ultima, che in 17 re si intitola Come un dio, in questo live è stata ampiamente rimaneggiata oltre che nella musica anche in alcune parti del testo. Sono presenti anche le cover di Rawhide (sigla della serie televisiva Gli uomini della prateria), di Cannon Song di Kurt Weill e di Tequila (di Chuck Rio) e due inediti live: Cangaceiro (che sarà il singolo di traino dell'album) e Il vento, che in questa prima versione contiene un riferimento alla protesta di piazza Tiananmen. La canzone Tequila è in realtà la coda finale di Gira nel mio cerchio.
La scelta sulle modalità di registrazione (in particolare l'uso di numerose sovrincisioni in studio, tanto che Renzulli avrà da dire nella biografia A denti stretti: "Delle registrazioni originali tenemmo praticamente solo la batteria") è stata tra le cause che hanno comportato l'uscita dal gruppo di Antonio Aiazzi (che continuerà a suonare con i Litfiba come collaboratore) e di Gianni Maroccolo immediatamente dopo il termine del tour estivo del 1989, da cui le registrazioni sono state tratte.
Il "Pirata Tour", che inizierà nel febbraio 1990, vedrà l'ingresso di Roberto Terzani al basso, Candelo Cabezas alle percussioni e Daniele Trambusti alla batteria al posto di Ringo De Palma alle prese con sempre più pesanti problemi personali.

## Tracce
1. Cangaceiro – 4:40 (Pelù/Renzulli)
2. Il vento – 4:46 (Litfiba)
3. Dio – 4:13 (Litfiba)
4. Tex – 4:24 (Litfiba)
5. Rawhide – 2:22 (Washington/Tiomkin) – cover
6. Cannon song – 2:57 (K. Weill/B. Brecht) – cover
7. Pioggia di luce – 3:38 (Litfiba)
8. Gira nel mio cerchio – 3:56 (Litfiba)
9. Tequila – 1:42 (Chuck Rio) – cover
10. Lulù e Marlene – 4:14 (Litfiba)
11. Louisiana – 7:22 (Litfiba)

Durata totale: 44:14

## Formazione
- Piero Pelù - voce
- Ghigo Renzulli - chitarra, cori
- Gianni Maroccolo - basso, cori
- Antonio Aiazzi - tastiere
- Ringo De Palma - batteria, cori
- Francesco Magnelli - tastiere, pianoforte in Pioggia di Luce
- Candelo Cabezas - percussioni

## Singoli/Videoclips
1. Cangaceiro (promo, videoclip)
2. Tex '90 (promo, videoclip)